# Marry Me (Olly Murs)
Marry Me è un album in studio del cantante britannico Olly Murs pubblicato il 2 dicembre 2022.

## Antefatti
La composizione dell'album è iniziata nel 2020 in seguito a un lungo periodo di disinteresse di Murs verso la musica, durante il quale l'artista aveva lavorato perlopiù come personaggio televisivo. Tale disinteresse è terminato solo in seguito all'incontro con la futura fidanzata Amelia Tank, a cui l'intero progetto è dedicato.

## Promozione
Il 7 novembre 2022 Murs ha dato il via alla promozione dell'album pubblicando il singolo Die of a Broken Heart, a cui ha fatto seguito I Hate You When You're Drunk nel mese successivo e I Found Her il 24 febbraio 2023. L'album è stato infine reso disponibile a partire dal 2 dicembre 2022. L'artista ha inoltre annunciato un tour atto a promuovere l'album che si terrà nel corso del 2023.

## Controversie
Il singolo I Hate You When You're Drunk ha destato polemiche a causa di un testo percepito da molti come misogino. Le polemiche hanno spinto la stessa Amelia Tank, a cui il brano (così come il resto dell'album) è dedicato, ad intervenire sulla questione definendo "disgustose" le argomentazioni mosse contro l'artista. Lo stesso Murs si è definito turbato dalle polemiche e ha affermato che il testo del brano è stato frainteso.

## Tracce
1. Die of a Broken Heart – 3:26 (Olly Murs, David Stewart)
2. I Found Her – 3:08 (Murs, Stewart, Jessica Agombar)
3. Go Ghost – 2:54 (Murs, Stewart, Agombar)
4. 25 – 3:28 (Murs, Stewart, Agombar)
5. Dancing on Cars – 3:30 (Murs, Stewart, Agombar)
6. Do Me Like That – 3:05 (Murs, Stewart, Agombar)
7. Marry me – 3:14 (Murs, Stewart, Agombar)
8. Best Night of Your Life – 3:52 (Murs, Stewart, Agombar)
9. I Hate You When You're Drunk – 3:37 (Murs, Stewart, Agombar)
10. Don't Stop Dancing – 3:26 (Murs, Stewart, Agombar)
11. Let Me Just Say – 3:32 (Murs, Stewart, Agombar)

## Classifiche
| Classifica (2022) | Posizione massima |
| ----------------- | ----------------- |
| Irlanda           | 55                |
| Regno Unito       | 1                 |